# Magnus Stifter
Pour les articles homonymes, voir Stifter.
Magnus Stifter (né le 23 janvier 1878 à Vienne, mort le 8 septembre 1943 dans la même ville) est un acteur et réalisateur autrichien.

## Biographie
Stifter étudie à la Handelsakademie et suit en même temps une formation de comédien. En 1899, il fait ses débuts à Innsbruck puis à Salzbourg et Linz. De 1905 à 1908, il travaille à Berlin. L'année suivante, il est engagé par le Deutsches Theater à New York.
Il revient la même année en Allemagne au Staatsschauspiel Dresden dont il devient un sociétaire.
Au début de la Première Guerre mondiale, Stifter est Oberleutnant dans l'artillerie. Cependant, il commence sa carrière au cinéma. En 1916, il réalise deux films mettant en scène Asta Nielsen.
Après de nombreux seconds rôles, qui sont moins nombreux dans les années 1920, il revient au théâtre. En 1929, il est au Theater der Jugend puis en 1934, au Theater des Volkes. Il est président, secrétaire ou consultant de théâtre et du Conseil de prud'hommes.
Son fils Magnus Stifter (1906-1940) est aussi acteur.

## Filmographie (sélection)
- 1916 : Die weißen Rosen
- 1916 : Die Rose der Wildnis
- 1916 : Dora Brandes (que réalisation)
- 1916 : Seltsame Köpfe
- 1916 : Das Liebes-ABC (aussi réalisation)
- 1917 : Der Schwur der Renate Rabenau
- 1918 : Wenn das Herz in Haß erglüht
- 1918 : Carmen
- 1918 : Seelen in Ketten
- 1918 : Veritas vincit
- 1919 : Vendetta de Georg Jacoby
- 1919 : Staatsanwalt Jordan
- 1919 : Die Insel der Glücklichen
- 1919 : Das Recht der freien Liebe
- 1919 : Prinz Kuckuck
- 1919 : Passion
- 1920 : Gräfin Walewska
- 1920 : Die Dame in Schwarz
- 1920 : Le Crime du docteur Warren
- 1921 : Der Stier von Olivera d'Erich Schönfelder
- 1921 : Aschermittwoch
- 1921 : Die Abenteuerin von Monte Carlo
- 1922 : Othello
- 1922 : La Terre qui flambe
- 1922 : L'Homme au masque de fer
- 1924 : Der Mönch von Santarem de Lothar Mendes
- 1924 : Za-la-Mort
- 1925 : Wallenstein
- 1927 : Totte et sa chance
- 1928 : Luther – Ein Film der deutschen Reformation
- 1929 :  Sainte-Hélène
- 1929 : Rosen blühen auf dem Heidegrab
- 1931 : Elisabeth von Österreich
- 1932 : Raspoutine
- 1939 : Maria Ilona
- 1941 : Le Musicien errant (Friedemann Bach)

## Crédit d'auteurs
- (de) Cet article est partiellement ou en totalité issu de l’article de Wikipédia en allemand intitulé « Magnus Stifter » (voir la liste des auteurs).